# Tadeusz Szymański (językoznawca)
Tadeusz Szymański (ur. 6 grudnia 1938 w Lipnicy Górnej, zm. 1 czerwca 2021) – polski językoznawca, prof. dr hab.

## Życiorys
W 1960 ukończył studia z zakresu filologii słowiańskiej na Uniwersytecie Jagiellońskim. W 1960 podjął pracę w Wyższej Szkole Pedagogicznej w Katowicach, w latach 1961-1992 pracował w Zakładzie (następnie Instytucie) Słowianoznastwa Polskiej Akademii Nauk. W 1967 obronił na Uniwersytecie Jagiellońskim pracę doktorską, tam także uzyskał w 1978 stopień doktora habilitowanego. Od 1992 pracował w Wyższej Szkole Pedagogicznej w Krakowie (od 1999 Akademii Pedagogicznej im. Komisji Edukacji Narodowej w Krakowie, od 2008 Uniwersytetu Pedagogicznego im. KEN w Krakowie). 22 listopada 1995 nadano mu tytuł profesora w zakresie nauk humanistycznych. 
Pracował w Instytucie Filologii Polskiej na Wydziale Filologicznym Uniwersytetu Pedagogicznego im. Komisji Edukacji Narodowej w Krakowie.
Był członkiem Komisji Słowianoznawstwa PAN (Oddział Polskiej Akademii Nauk w Krakowie; Komisje Naukowe).
W 2001 został odznaczony Medalem Komisji Edukacji Narodowej
Pochowany na cmentarzu Batowickim w Krakowie (kw. LXXXVIII-4-29).